# Baudouin II de Flandre
Pour les articles homonymes, voir Baudouin II.
Baudouin II de Flandre, dit Baudouin le Chauve (v. 863/867 - † 918), est le fils du comte Baudouin Ier et de la princesse carolingienne Judith de France, fille aînée du roi Charles II le Chauve, (v. 844 - † apr. 870). Il succède à son père comme comte de Flandre de 879 à 918.

## Sa vie
Mineur à son avènement, il voit ses états subir une attaque sans précédent des Vikings : les hommes du Nord détruisent Thérouanne, ravagent tout le pays et pillent les abbayes, semant mort et désolation sur leur passage. Ils passent l’hiver 880 à Gand. Au printemps 881, Tournai est pillée ; en 882, c’est le tour de Cambrai et d’Arras ; en 883, ils passent à Boulogne, Sithiu, Saint-Riquier, Furnes, à nouveau à Thérouanne, puis reviennent à Gand. Après un raid en Rhénanie, ils pillent Arras et se fortifient à Condé (885), puis à Courtrai (886). Le chef viking, Rollon, ravage la région de Saint-Omer, à défaut de pouvoir s’emparer de la cité où les habitants résistent.
En réaction, Baudouin II s'empare tout d'abord des terres dévastées par les Danois, au sud, donc disponibles. Il s'empare de l'Artois pendant un temps, du Ternois, de l'abbatiat de Saint-Bertin, du Boulonnais, du Tournaisis, des domaines (terres incultes) des grandes abbayes du suzerain le roi de France. Il construit de nombreuses citadelles fortifiées, les bourgs ou burchen, confiés à des châtelains : ainsi en est-il d’Ypres, de Courtrai, de Bergues-Saint-Winoc, de Gand, de Bruges, de Saint-Omer. L'édification de ces bourgs caractérise le règne de Baudouin II, et marque le début de l’âge féodal dans la région. Il renforce en outre les fortifications du littoral de Flandre : Gistel, Furnes, Oostburg, Oudenburg, Bourbourg.
Cependant, comme dans le reste de la Neustrie, le problème viking ne trouvera sa solution que sous Charles le Simple qui, par le traité de Saint-Clair-sur-Epte, permet à Rollon de s'établir sur la Normandie d'aujourd'hui. Toujours est-il que Baudouin II s'allie avec le roi anglais Alfred le Grand, contre les Danois, épouse sa fille Elftrude, qui lui donne deux fils, lesquels lui succéderont au comté de Flandre et au comté de Boulogne.
Après la déposition de Charles le Gros et l’élection d’Eudes (888) au trône de France, le comte de Flandre, d’ascendance carolingienne (il a été surnommé le Chauve non à cause d’une calvitie, mais en souvenir de son grand-père Charles), soutient la cause de Charles le Simple, alors que le comte de Vermandois, Herbert Ier, trahit sa cause et reconnaît Eudes comme souverain. Le frère de Baudouin II, le comte de Cambrai, Raoul (ou Rodolphe), pénètre alors en Vermandois, s’empare de Péronne et de Saint-Quentin, mais ces villes sont reprises par Herbert, et Raoul périt dans un guet-apens le 17 juin 896. Baudouin aurait alors commandité le meurtre d’Herbert, qui entre-temps, s’était rallié à la cause de Charles le Simple.
Malgré une réconciliation passagère (la fille d'Herbert, Alix ou Adèle de Vermandois, est fiancée au fils aîné de Baudouin, Arnoul), les hostilités reprennent, le comte de Flandre s’opposant cette fois au roi Charles, qui avait favorisé Herbert. Celui-ci reprend Péronne, qui avait été occupée une nouvelle fois, et s’empare de Saint-Omer, du château de St-Vaast et de son abbaye. Le roi en donne alors bénéfice à l’archevêque de Reims, Foulques le Vénérable, qui l’échange bientôt contre Saint-Médard près de Soissons. Cela n’empêche pas la rancœur de Baudouin.
Après la mort de Raoul, abbé de Saint-Bertin, Baudouin demande la gestion temporelle de l’abbaye, mais les moines, craignant les exactions du comte, font appel à Foulques, qui est finalement élu abbé, nomination confirmée à la mort du roi Eudes par Charles le Simple. Malgré sa condamnation au synode de Soissons en 893, Baudouin reprendra par la force le château et l’abbaye d’Arras.
La réputation de cupidité du comte s’appuie certainement sur sa convoitise de ces abbayes, qu’il ne réussit pas à obtenir. On le dit également cruel, ce qui s’avère exact, puisque Baudouin n’hésite pas à faire assassiner Foulques le Vénérable par Winemare, châtelain de Lillers, le 17 juin 900. Le successeur désigné de l’archevêque, Hervé, fulmine alors l’excommunication contre le commanditaire du crime, mais Charles le Simple, prince faible, ne peut que pardonner à son trop puissant vassal.
Baudouin meurt en 918, probablement le 10 septembre. Enterré à l’abbaye Saint-Bertin (comme son père), son corps est transféré à l'abbaye Saint-Pierre de Gand en 929. Ses deux fils se partagent ses possessions.

## Descendance
De son mariage en 884 avec Elftrude de Wessex, fille du roi Alfred le Grand d'Angleterre, il a quatre enfants :
- Arnoul Ier, comte de Flandre ;
- Adalolphe, comte de Boulogne ;
- Ealswid ;
- Ermentrude.